# Estrutura de Lindqvist

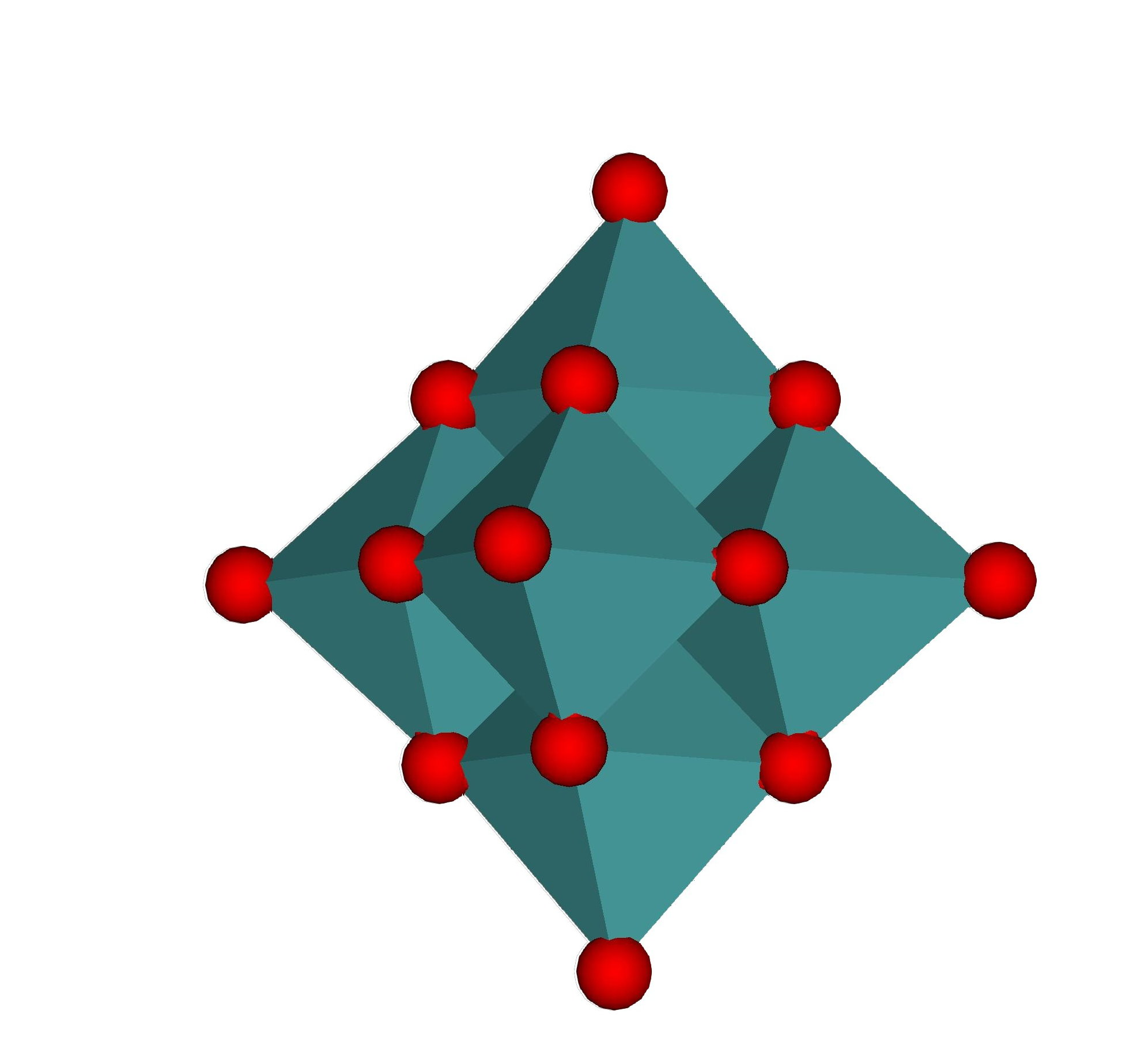
Estrutura de Lindqvist para o íon hexamolibdato, [Mo_{6}O_{19}^{2-}.

A estrutura de Lindqvist é um motivo estrutural presente em alguns complexos de polioxometalatos, particularmente em elementos mais pesados dos metais de transição dos grupos 5 e 6, como o nióbio, molibdênio, tântalo e tungstênio. É uma estrutura superoctaédrica, na qual seis átomos do metal com coordenação octaédrica se unem para formar um oxoânion complexo que também apresenta em si uma estrutura octaédrica. Os agregados aniônicos com essa estrutura apresentam uma fórmula geral [M
6O
19]
n-, em que M é o elemento metálico e n a carga elétrica do ânion (-2 para elementos do grupo 6 (Mo, W) e -8 para elementos do grupo 5 (Nb, Ta e ocasionalmente V) ). Íons de Lindqvist mistos, contendo mais de um tipo de átomo metálico na estrutura, também são conhecidos.
Uma característica peculiar da estrutura de Lindqvist é a presença de um átomo de oxigênio central hexacoordenado, ligado a todos os seis átomos metálicos. As ligações desse oxigênio central não são ligações covalentes convencionais, sendo melhor explicadas em termos de ligações tricentradas com 2 elétrons (3c-2e).

## Exemplos
A estrutura de Lindqvist é uma estrutura robusta e estável que é um motivo comum principalmente para homopoliácidos. Está geralmente presente entre os diversos polioxoânions que se formam e coexistem em equilíbrio quando soluções de molibdatos, vanadatos, tungstatos, niobatos e tantalatos são acidificadas. Um exemplo é o íon hexamolibdato, [Mo
6O
19]2–
, que é uma das espécies químicas presentes em soluções acidificadas de molibdato:
6MoO2–
4 + 10HCl
 {\displaystyle \rightleftharpoons } [Mo
6O
19]2– + 10Cl– + 5H
2O

7MoO2–
4 + 8H+
 {\displaystyle \rightleftharpoons } [Mo
7O
24]2– + 4H
2O

[Mo
7O
24]6– + HMoO–
4 + 3H+
 {\displaystyle \rightleftharpoons }  [Mo
8O
26]4– + 2H
2O

O íon hexaniobato [Nb
6O
19]8–
 é a espécie química predominante que se forma quando o pentóxido de nióbio hidratado (Nb
2O
5 • xH
2O
) é dissolvido em solução de hidróxido de sódio (NaOH):
3Nb
2O
5 + 8NaOH —> Na
8[Nb
6O
19] + 4H
2O
O hexatantalato é formado quando o pentóxido de tântalo (Ta
2O
5
) é fundido com NaOH e o produto resultante dissolvido em água:
3Ta
2O
5 + 8NaOH —> Na
8[Ta
6O
19] + 4H
2O
O composto de tântalo também pode ser formado pela condensação do tetraperoxotantalato [Ta(O
2)
4]3–
 em meio alcalino.

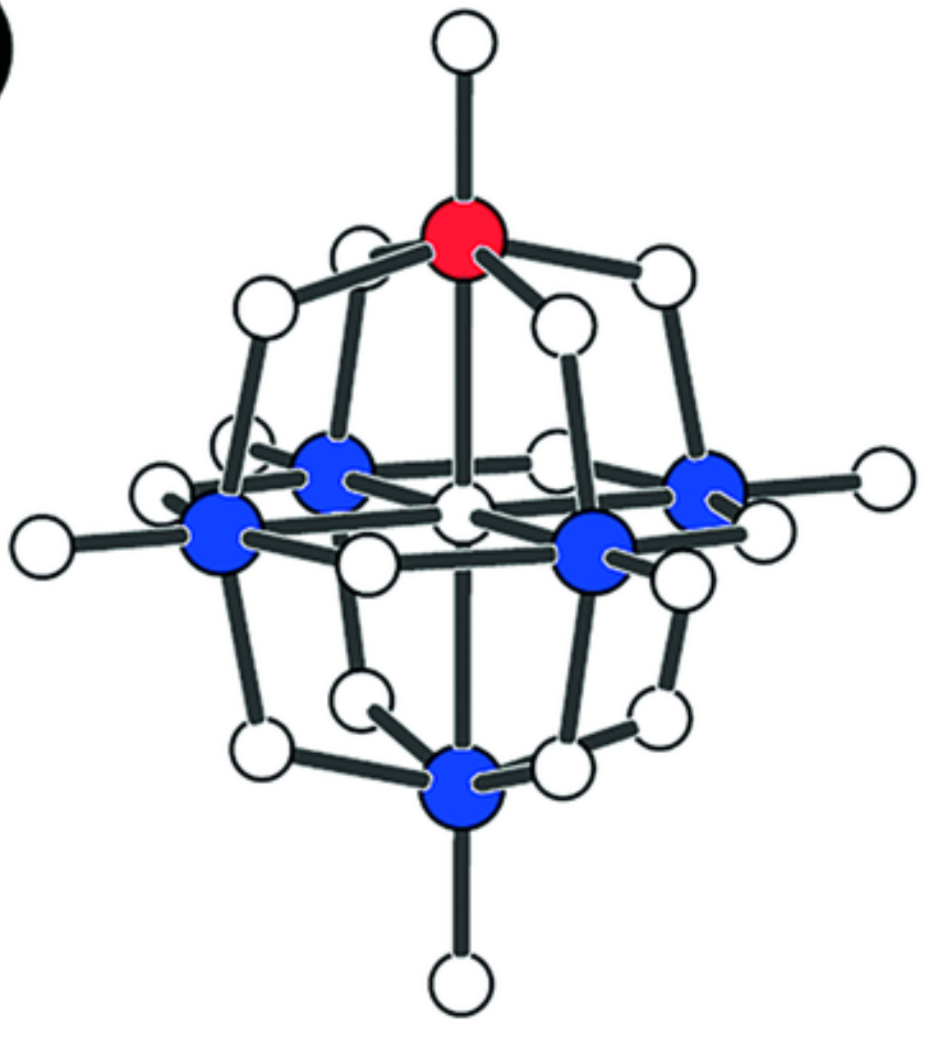
Estrutura de Lindqvist mista do íon [VW_{5}O_{19}^{3-}.

Alguns ânions de Lindqvist mistos contendo dois tipos de íon metálico são conhecidos. Um exemplo é o complexo [VW
5O
19]3–
, que é derivado do íon [W
6O
19]2–
 com substituição de um atomo de tungstênio por vanádio.

## Estrutura
Os poliânions de Lindqvist são clusters compostos por um átomo de oxigênio central rodeado por seis átomos metálicos, que definem os vértices de um octaedro. A estrutura também conta com doze átomos de oxigênio que atuam como pontes, ligados cada um a dois átomos metálicos (M–O–M), constituindo as "arestas" do cluster octaédrico. Por fim, há seis átomos de oxigênio terminais, ligados a cada um dos átomos metálicos por ligações M=O. O oxigênio central e os seis átomos metálicos apresentam uma coordenação octaédrica, sendo a estrutura inteira do oxoânion formada por um "octaedro maior constituído por octaedros menores". Os metais possuem uma coordenação octaédrica um pouco distorcida devido à tensão angular dos oxigênios em ponte.
A ligação entre o oxigênio central e os metais é definida como ligações do tipo tricentrada com dois elétrons: embora o átomo esteja ligado a outros seis átomos, apenas quatro pares de elétrons constituem essas ligações (dois formando ligações covalentes normais M–O, e os outros dois formando ligações tricentradas M--O--M), de modo que o octeto do átomo de oxigênio é respeitado (o oxigênio, diferente dos demais calcogênios, é incapaz de expandir o seu octeto).[carece de fontes?]

## Aplicações
Os polioxometalatos com a estrutura de Lindqvist são utilizados na indústria química como catalisadores, geralmente suportados sobre um veículo composto por sílica, alumina ou outros materiais. Muitos deles atuam como fotocatalisadores. Também são úteis em processos de dessulfurização oxidativa, em especial alguns sais desses ânions com os lantanídeos.